# Порог реакции
Порогом реакции называется минимальная кинетическая энергия, которую должна иметь элементарная частица в лабораторной системе отсчёта, чтобы было возможным протекание данной ядерной реакции. Формула для расчёта:
{\displaystyle T_{}={\frac {(m_{b}+m_{B}-m_{a}-m_{A})(m_{b}+m_{B}+m_{a}+m_{A})c^{2}}{2m_{A}}}}
или аналогично
{\displaystyle T_{}=\left|Q\right|(1+{\frac {m_{a}}{m_{A}}}+{\frac {\left|Q\right|}{2m_{A}c^{2}}})},
если {\displaystyle Q<<2m_{A}c^{2}}, то эту формулу можно записать короче:
{\displaystyle T_{}\cong \left|Q\right|(1+{\frac {m_{a}}{m_{A}}})},
где {\displaystyle Q} — энергия данной реакции, {\displaystyle m_{a},m_{A},m_{b},m_{B}} — массы начальных и конечных частиц соответственно. Формулы также могут быть применены к любым количествам частиц в реакции.